# Džulija Engvin
Džulija Engvin je аmerički istraživački novinar, pisac i preduzetnik. Ona je saosnivač i glavni urednik časopisa The Markup, neprofitne redakcije koja istražuje uticaj tehnologije na društvo. Bila je izveštač u njujorškom birou Vol Strit žurnala od 2000. do 2013. godine, tokom kojeg je bila u timu koji je osvojio Pulicerovu nagradu za novinarstvo. Radila je kao viši reporter u Propublici od 2014. do aprila 2018. godine, i taokom tog perioda je bila finalista za Pulicerovu nagradu.
Еngvinova je autor dve nefikcijske knjige, Stealing MySpace: The Battle to Control the Most Popular Website in America (2009) i Dragnet Nation (2014).